# Alkmaar '54 in het seizoen 1958/59
Het seizoen 1958/1959 was het vijfde jaar in het bestaan van de Alkmaarse betaaldvoetbalclub Alkmaar '54. De club kwam uit in de Eerste divisie A en eindigde daarin op de vierde plaats. Tevens deed de club mee aan het toernooi om de KNVB Beker, hierin werd in de derde ronde verloren van HVC (0–6).

## Wedstrijdstatistieken

### Eerste divisie A
|       | AGOVV | BVV   | D.F.C. | Eindhoven | Fortuna | De Graafschap | Haarlem | Helmond | Leeuwarden | Limburgia | SVV   | Volendam | VSV   | Wageningen | ZFC   |
| ----- | ----- | ----- | ------ | --------- | ------- | ------------- | ------- | ------- | ---------- | --------- | ----- | -------- | ----- | ---------- | ----- |
| Thuis | 0 – 0 | 2 – 2 | 0 – 0  | 1 – 1     | 1 – 0   | 3 – 2         | 4 – 1   | 0 – 6   | 2 – 3      | 3 – 0     | 0 – 2 | 1 – 2    | 1 – 0 | 4 – 1      | 3 – 0 |
| Uit   | 1 – 0 | 0 – 1 | 3 – 4  | 1 – 1     | 1 – 1   | 3 – 1         | 2 – 1   | 3 – 2   | 0 – 1      | 1 – 4     | 1 – 3 | 1 – 0    | 0 – 1 | 1 – 2      | 2 – 2 |

### KNVB beker
| 1e ronde                                       | Alkmaar '54                                                                                 | 3 – 0 (2 – 0) | BKC         |
| 1 januari 1959 Plaats: Alkmaar Alkmaarderhout  | Nico Wagemaker 35' Jan Kooge 44' Piet Buis 48'                                              |               |             |
| 2e ronde                                       | Alkmaar '54                                                                                 | 3 – 1 (2 – 0) | WSV '30     |
| 8 februari 1959 Plaats: Alkmaar Alkmaarderhout | Bonnie Bult Jo Dingena 42' Cor Blaauw                                                       |               | 68' Butter  |
| 3e ronde                                       | HVC                                                                                         | 6 – 0 (0 – 0) | Alkmaar '54 |
| 10 mei 1959 Plaats: Amersfoort Birkhoven       | Wout Heinen 49', 68', –' Jan Nederhand 70' Ries van Maarschalkerweerd 86' Bennie Marcus 87' |               |             |

## Statistieken Alkmaar '54 1958/1959

### Eindstand Alkmaar '54 in de Nederlandse Eerste divisie A 1958 / 1959
| Stand | Gespeeld | Gewonnen | Gelijk | Verloren | Punten | Doelpunten voor | Doelpunten tegen |
| ----- | -------- | -------- | ------ | -------- | ------ | --------------- | ---------------- |
| 4e    | 30       | 14       | 7      | 9        | 35     | 49              | 40               |

### Topscorers
| #      | Naam           | Goal |
| ------ | -------------- | ---- |
| 1.     | Piet Kaas      | 18   |
| 2.     | Piet Buis      | 15   |
| 3.     | Bonnie Bult    | 5    |
| 4.     | Cor Blaauw     | 4    |
| 4.     | Nico Wagemaker | 4    |
| 6.     | Jan Smidt      | 2    |
| 7.     | Hein Pitters   | 1    |
| Totaal | Totaal         | 49   |

| #      | Naam           | Goal |
| ------ | -------------- | ---- |
| 1.     | Cor Blaauw     | 1    |
| 1.     | Piet Buis      | 1    |
| 1.     | Bonnie Bult    | 1    |
| 1.     | Jo Dingena     | 1    |
| 1.     | Jan Kooge      | 1    |
| 1.     | Nico Wagemaker | 1    |
| Totaal | Totaal         | 6    |